# Gravenhurst
Gravenhurst è un progetto musicale dietro al quale si cela Nick Talbot, cantautore e polistrumentista originario di Bristol, in Inghilterra.
Talbot, attratto dal dream pop genere molto in voga all'epoca, si trasferisce a Bristol dove forma gli Assembly Communications. Il gruppo si scioglie nel 2009 senza aver pubblicato nulla ed inizia a comporre brani in solitario. I primi lavori sono più acustici e vicini al folk mentre i successivi virano verso un rock psichedelico.
Lo stile musicale è stato descritto come cupo e fortemente atmosferico, vi sono influenze che vanno dallo shoegaze di gruppi come i My Bloody Valentine, al cantautorato melodico della coppia Simon and Garfunkel o all'intricato fingerpicking di Bert Jansch e Nick Drake.
Durante i concerti viene accompagnato da vari musicisti tra cui stabilmente solo da Dave Collingwood alla batteria che partecipa anche al lavoro di produzione.
Ha scritto brani per film ed alcuni suoi brani sono stati inseriti in colonne sonore. Il più conosciuto è lo strumentale Nicole inserito nella colonna sonora di This Is England, un altro brano, The Diver tratto da Flashlight Seasons è stato inserito nella colonna sonora di Dead Man's Shoes - Cinque giorni di vendetta.
Ha partecipato ad un The Take-Away Show, programma condotto da Vincent Moon.
Nick Talbot è deceduto nel dicembre 2014, all'età di 37 anni.

## Discografia

### Album
- 2002 - Internal Travels CD (Silent Age Records)
- 2003 - Flashlight Seasons CD (2003) (Sink & Stove Records, riedito da Warp)
- 2005 - Fires in Distant Buildings LP/CD (2005, Warp Records)
- 2007 - The Western Lands LP/CD (2007, Warp Records)
- 2012 - The Ghost in Daylight LP/CD (2012, Warp Records)
- 2014 - Offerings: Lost Songs 2000 - 2004 LP/CD (2014, Warp Records)